# EZOSTYLE
EZOSTYLE（エゾスタイル）とは、テレビ北海道（TVh）で2013年4月5日から2013年9月27日まで放送された深夜番組。北海道を中心に活動するローカルアイドルグループ『EverZOne（エバーゾーン）』の冠番組である。

## 概要
- 北海道を中心に活動するローカルアイドルグループ『EverZOne（エバーゾーン）』が、毎回番組から与えられる様々なミッションに本気で立ち向かい、時には怒られ、汗や涙を流しながらも、そのお題をクリアすべく果敢に挑戦するチャレンジ型バラエティー番組。
- 2013年9月15日にZepp SAPPOROを貸しきって、無料で客（目標･1000人）を集客し、ライブを行うというプロジェクトが進行され、当日に行われたライブでは、1400人以上を集客し、見事目標を達成。
- 目標を達成したため、そのライブの模様を放送する2013年9月27日の1時間スペシャル（25:30 - 26:30）を持って終了。これ以降TVhは深夜枠に自社制作のバラエティ番組を放送していない（2015年9月現在）。

## 出演
- EverZOne
  - HIROKI
  - KEI
  - SASUKE
  - DAICHI
  - Yo-hei
  - Te!chi

ナレーション
- 千葉真澄（TVHアナウンサー）

## 放送時間
- テレビ北海道（製作局）：毎週金曜日　深夜1時30分～2時
2013年5月17日は、世界卓球パリ2013のため休止。